# Jes
Jes (ili jens, zvano i mali jotirani jus; stsl. jęsъ) je naziv za slovo glagoljice i stare ćirilice. 
Koristilo se za zapis glasovnog skupa /ję/, gdje je drugi dio nazalno /ę/, koje se inače pisalo znakom es, iz kojeg je ovo slovo i izvedeno.
Slovo nije imalo brojevnu vrijednost.
Standard Unicode i HTML ovako predstavljaju slovo jes u glagoljici:
|                  | Unikod | Unikod                                      | HTML     | HTML | izgled ovisi o pregledniku | poveznice (engl.)                |
| k. točka         | naziv  | kod                                         | entitet  |      | izgled ovisi o pregledniku | poveznice (engl.)                |
| ---------------- | ------ | ------------------------------------------- | -------- | ---- | -------------------------- | -------------------------------- |
| veliko slovo jes | U+2C25 | GLAGOLITIC CAPITAL LETTER IOTATED SMALL YUS | &#x2C25; | nema | Ⱕ                          | detaljni podaci test preglednika |
| malo slovo jes   | U+2C55 | GLAGOLITIC SMALL LETTER IOTATED SMALL YUS   | &#x2C55; | nema | ⱕ                          | detaljni podaci test preglednika |

## Napomene
1. ↑  Nazivi glagoljskih slova izvorno su na staroslavenskome, koji ima neke glasove kojih u hrvatskome nema. Prilagodba originalnih naziva na hrvatski nije jednoznačna. Nazivi ovdje su prema tablici u Hrvatskoj općoj enciklopediji, svezak 4, »Glagoljica«, s tim da se nazalni glasovi ę i ǫ, koji se u enciklopediji bilježe kao en i on, zamjenjuju s e i u, što su najčešći odrazi tih glasova u hrvatskom (stsl. imę, rǫka prema hrv. ime, ruka). To donekle odstupa od uvriježenih naziva u dijelu literature.

## Poveznice
- staroslavenski jezik
- es

## Vanjske poveznice
- Definicija glagoljice u standardu Unicode (PDF) (eng.)
- Stranica R. M. Cleminsona, s koje se može instalirati font Dilyana koji sadrži glagoljicu po standardu Unicode (eng.)